# ピアノソナタ第4番 (シューベルト)
ピアノソナタ第4番 イ短調 作品164, D 537 は、フランツ・シューベルトが1817年に作曲したピアノソナタ。中間楽章の美しい主題が後年の大作『第20番 イ長調』（D 959）に応用されるなど、作数の多い大家の創作過程を研究する上で欠かせない。

## 曲の構成
全3楽章、演奏時間は約25分。3拍子系の第1楽章、第3楽章を両端に置いている。
- 第1楽章 アレグロ・モデラート
イ短調、8分の6拍子、ソナタ形式。
序奏はなく、"E-D-C-C-H-A" の下降音階主題がオクターヴ奏法で登場する。遠隔調への頻繁な転調が見られる。また再現部はニ短調。再現部に主調（イ短調）とは別の調を導入するのは前作と同様の作曲手法である。

- 第2楽章 アレグレット・クアジ・アンダンティーノ
ホ長調、4分の2拍子。
美しく歌謡的な楽章。作者はこの旋律を気に入っていて、前述の通り第20番の最終楽章にそのまま引用している。転調を伴うロンド形式。"H-E-E-Dis-E"、"Fis-Gis-E-Gis-Fis" という主題がオクターヴ奏法で右手で歌われる。ヘ長調で繰り返され、最後に再び元の調にもどる。

- 第3楽章 アレグロ
イ短調、8分の3拍子。
両手のユニゾンの主題。イ短調に始まりながら、同主長調（イ長調）で終わる。調性が不安定。